# Olho de cereja

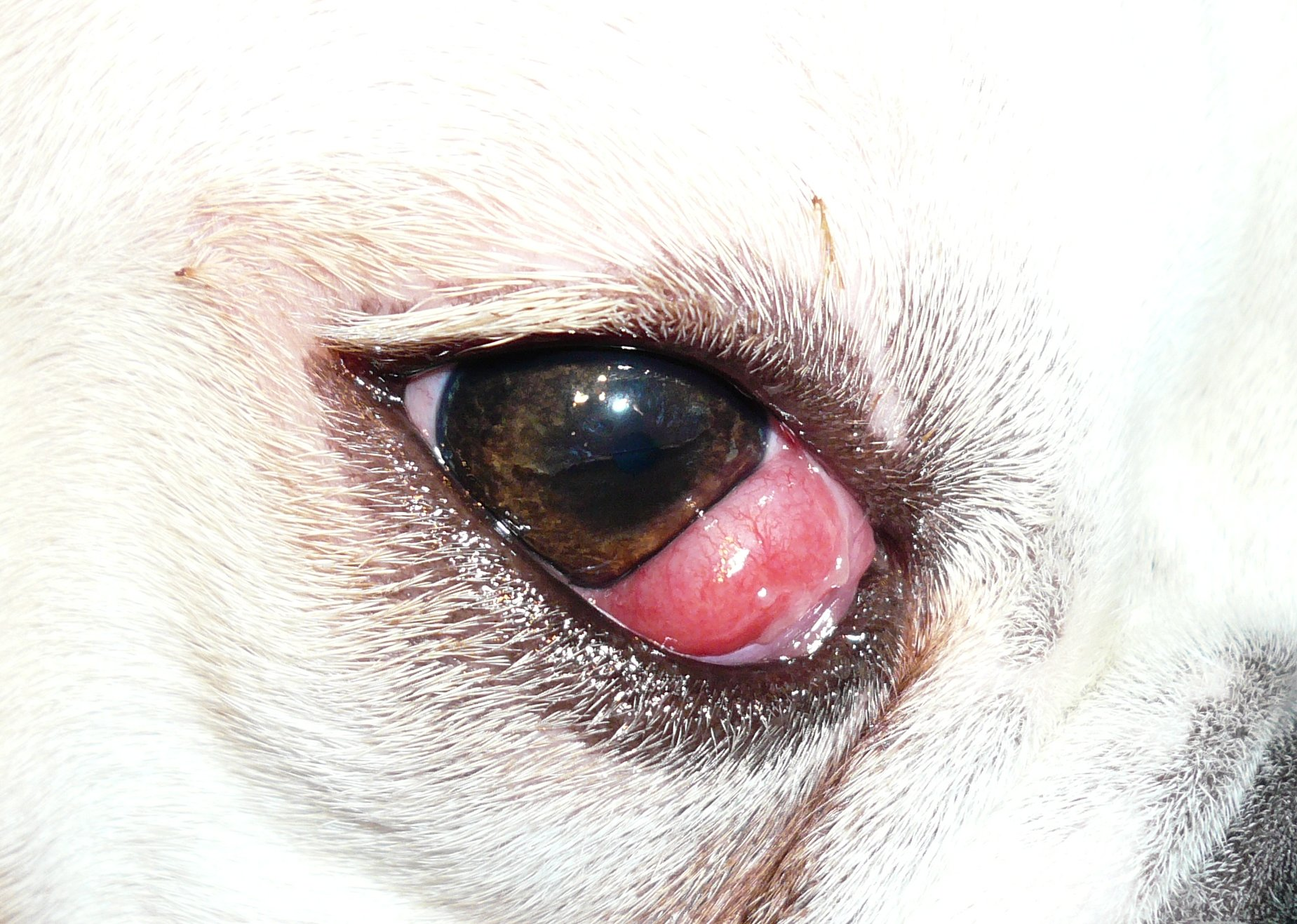
Close de um olho cereja

O olho da cereja é um distúrbio da membrana nictitante (NM), também denominada de terceira pálpebra, presente nos olhos de cães e gatos. O olho da cereja é mais frequentemente visto em cães jovens com menos de dois anos.  Os equívocos comuns incluem adenite, hiperplasia, adenoma da glândula da terceira pálpebra; entretanto, o olho-de-cereja não é causado por hiperplasia, neoplasia ou inflamação primária. Em muitas espécies, a terceira pálpebra desempenha um papel essencial na visão, fornecendo oxigênio e nutrientes ao olho por meio da produção de lágrimas. Normalmente, a glândula pode virar do avesso sem se destacar. O olho da cereja resulta de um defeito no retináculo que é responsável por ancorar a glândula à periorbita. Esse defeito faz com que a glândula prolapso e se projete do olho como uma massa carnuda vermelha.  Os problemas surgem quando o tecido sensível seca e fica sujeito a trauma externo  exposição do tecido geralmente resulta em inflamação secundária, inchaço ou infecção.  Se não for tratada, essa condição pode levar à síndrome do olho seco e outras complicações.

## Descrição
Olho de cereja é mais comum em cães juvenis, especialmente raças como Cavalier King Charles Spaniel, Bulldog Inglês, Lhasa Apso, Shih Tzu, West Highland White Terrier, Pug, Bloodhound, Cocker Spaniel Americano e Boston Terrier. Olho de cereja é raro em felinos, mas pode ocorrer. Esse defeito é mais comum na raça de felinos birmaneses. Uma condição semelhante existe em coelhos anões com orelhas caídas, que ocorre na glândula mais dura. É necessário um tratamento cirúrgico semelhante.
O olho de cereja não é considerado um problema genético, pois nenhuma prova de herança foi determinada. O NM contém muitas glândulas que se fundem e aparecem como uma única. Normalmente, as glândulas secretam lágrimas para a lubrificação da córnea. A falta de ancoragem permite que a glândula vire para cima, causando o prolapso da glândula. Os sintomas incluem: massa carnuda visível, produção anormal de lágrimas e secreção ou drenagem do olho. O olho da cereja é tipicamente diagnosticado pelo exame da conjuntiva e da membrana nictitante. O sintoma mais óbvio do olho cereja é uma massa carnuda e redonda no canto medial do olho, semelhante em aparência ao fruto que lhe deu o nome.  Essa massa pode ser unilateral ou ''bilateral''. Ambos os olhos podem desenvolver olho-de-cereja em momentos diferentes da vida do animal. Outros sintomas do olho cereja incluem drenagem do olho e produção anormal de lágrimas. Inicialmente, o olho da cereja resulta em superprodução de lágrimas, mas eventualmente muda para uma produção insubstancial de lágrimas.

## Tratamento

### Não cirúrgico
O olho da cereja, se detectado precocemente, pode ser resolvido com uma massagem de olhos fechados para baixo na diagonal em direção ao focinho do olho afetado ou, ocasionalmente, corrige-se sozinho ou com antibióticos e esteróides. Às vezes, o prolapso se corrige sem interferência ou com uma leve manipulação física da massagem manual com a frequência necessária, juntamente com a medicação.

### Cirúrgico
A cirurgia é o meio mais comum de reparar um olho de cereja. A cirurgia envolve uma substituição da glândula mas não a excisão, por meio da fixação da membrana na borda orbital. Em casos gravemente infectados, antibióticos pré-operatórios podem ser necessários por meio de pomada antibiótica para os olhos.  A remoção da glândula já foi um tratamento aceitável e fez o olho parecer completamente normal. Apesar do apelo cosmético, a remoção da glândula reduz a produção de lágrimas em 30 por cento. A produção de lágrimas é essencial para manter e proteger o olho do ambiente externo.  A redução da produção de lágrimas é especialmente problemática em raças de animais predispostos a Ceratoconjuntivite seca (KCS), também conhecida como síndrome do olho seco. Com as cirurgias realizadas dessa maneira, a KCS geralmente ocorre mais tarde na vida.

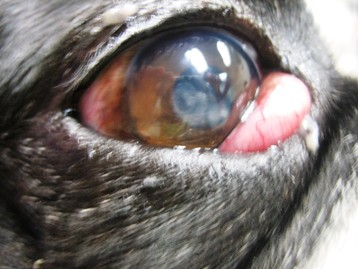
Close da glândula prolapsada em cão de raça pequena

KCS não é comum em cães, afetando um por cento da população canina.  KCS é uma conjuntivite degenerativa crônica que pode causar deficiência visual ou até cegueira. KCS tem uma ampla gama de causas, incluindo toxicidade de drogas, olho de cereja, cirurgia anterior, trauma e irradiação. O KCS pode ser tratado, mas o tratamento geralmente abrange toda a vida do animal.
Em contraste com isso, existem vários procedimentos cirúrgicos de substituição para remediar o olho cereja. A substituição da glândula resulta em casos inferiores de olho seco mais tarde na vida.  Os tipos de cirurgia são divididos em dois grupos: procedimentos de ancoragem e procedimentos de bolso e envelope. Atualmente existem pelo menos 8 técnicas cirúrgicas.  Nos procedimentos de ancoragem, a glândula prolapsada deve ser suturada à fáscia periorbital, à esclera ou à base da terceira pálpebra. Em contraste, os procedimentos de bolso envolvem a sutura de tecido saudável ao redor do prolapso para encerrá-lo e prendê-lo.  Cada uma dessas técnicas pode ser realizada com abordagem anterior ou superior, dependendo de qual direção da sutura causará menos complicações ao olho.

#### Método de ancoragem
Originalmente, o método de ancoragem envolvia suturar a glândula ao globo. Tal método foi substituído com o tempo devido à natureza arriscada e difícil da cirurgia, juntamente com uma alta taxa de recorrência. As abordagens de ancoragem pela parte posterior podem interromper a excreção normal de fluido. Posteriormente, uma abordagem anterior foi introduzida.  As desvantagens das técnicas de ancoragem incluem a restrição da mobilidade da terceira pálpebra, essencial nas funções de distribuição de fluidos e autolimpeza.  Novos procedimentos estão sendo explorados para permitir a aderência da MN sem restringir o movimento da terceira pálpebra.  Poucos estudos comparam resultados de cirurgias, portanto a escolha do procedimento é uma questão de preferência.

#### Método de envelope / bolso
O método do envelope, geralmente chamado de técnica de bolso, requer a sutura do tecido ao redor do prolapso, envolvendo-o em uma camada de conjuntiva. As técnicas de bolso são mais fáceis para os médicos aprenderem. Os métodos de bolso também têm versões anterior e posterior. As técnicas de sutura posterior são as mais utilizadas, pois causam menos complicações, sem alterar a produção de lágrimas. A cirurgia só deve ser tentada por cirurgiões experientes. Técnicas cirúrgicas inadequadas podem resultar em muitas complicações, incluindo cistos no olho.

## Prognóstico

### Sem tratamento
Anteriormente, o tratamento era considerado opcional até que o papel do NM fosse totalmente compreendido. A glândula NM é responsável por 40–50% da produção de lágrimas. Se exposta por longos períodos de tempo, a glândula corre o risco de trauma, infecção secundária e produção reduzida de lágrimas.  Muitas complicações podem surgir se não forem tratadas: a manipulação precoce da massagem com os olhos fechados é recomendada para prevenir a inflamação.

### Pós tratamento
O tratamento pós-operatório inclui pomada antibiótica para os olhos, três vezes ao dia, durante duas semanas. Com os procedimentos mais recentes, a taxa de recorrência do prolapso é mínima. A maioria das técnicas tem uma taxa de reprolapso de aproximadamente zero a quatro por cento. Ocasionalmente, uma cirurgia adicional ou duplicada é necessária. Com o tratamento, é possível que os animais tenham uma vida normal e saudável.